# Червонолобий пісняр
Червонолобий пісня́р (Cardellina) — рід горобцеподібних птахів родини піснярових (Parulidae). Представники цього роду мешкають в Америці. Раніше рід вважався монотиповим і включав лише червонолобого пісняра, однак за результатами молекулярно-філогенетичного дослідження до нього були включені також два види, яких раніше відносили до роду Болотянка (Wilsonia) і два види, яких раніше відносили до роду Червоній (Ergaticus)

## Види
Виділяють п'ять видів:
- Болотянка строкатовола (Cardellina canadensis)
- Болотянка мала (Cardellina pusilla)
- Пісняр червонолобий (Cardellina rubrifrons)
- Червоній білощокий (Cardellina rubra)
- Червоній рожевоголовий (Cardellina versicolor)

## Етимологія
Наукова назва роду Setophaga походить від сполучення слів дав.-гр. σης — метелик і φαγος — той, хто їсть.